# Морские драконы
Морские драконы, или морские дракончики, или трахины (лат. Trachinus), — род хищных лучепёрых рыб из семейства драконовых (Trachinidae). Распространение всех видов (кроме одного) приурочено к тропическим и тёплым умеренным водам восточной части Атлантического океана. Только Trachinus cornutus встречается в юго-восточной части Тихого океана. Максимальная длина тела представителей разных видов варьирует от 53 до 15 см.

## Описание
Тело удлинённое, сжатое с боков, покрыто мелкой циклоидной чешуёй. Рот косой. Нижняя челюсть сильно выступает вперёд. Глаза расположены высоко, на верхней части головы. Первый колючий луч спинного плавника и шип на жаберной крышке с продольными бороздками, в основании которых расположены ядовитые железы.
Морские донные рыбы. Обитают над песчаными и илистыми грунтами. Часто зарываются в грунт, и на поверхности остаются видны только глаза и спинной плавник. Питаются ракообразными и мелкими рыбами.

## Классификация
В состав рода включают 8 видов: 
- Trachinus araneus Cuvier, 1829 — Средиземноморский морской дракон
- Trachinus armatus Bleeker, 1861
- Trachinus collignoni Roux, 1957
- Trachinus cornutus Guichenot, 1848
- Trachinus draco Linnaeus, 1758 — Большой морской дракон
- Trachinus lineolatus Fischer, 1885
- Trachinus pellegrini Cadenat, 1937
- Trachinus radiatus Cuvier, 1829 — Полосатый морской дракон

## Взаимодействие с человеком
Имеют ограниченное промысловое значение. Статистика по уловам отдельных видов отсутствует. Промысел ведётся донными тралами и различными кустарными орудиями лова. Обычны на рынках стран в границах ареала. Реализуются в свежем виде.